# Metrovalencia
Metrovalencia è una rete di trasporto pubblico che serve la città di Valencia, in Spagna, costituita complessivamente da 10 linee, di cui 6 linee di metropolitana e 4 linee metrotranviarie che si estendono nel centro di Valencia fino ad arrivare nei suoi sobborghi più lontani. La rete consiste in più di 150 km di rotaie, di cui 28 km sono sotterranei.
Con l'inaugurazione delle prime due linee, avvenuta nel 1988, Valencia divenne la terza città in Spagna ad avere una rete metropolitana.
Attualmente è la terza rete per numero di chilometri, dopo Madrid e Barcellona; e la quarta per numero di utenti, dopo Madrid, Barcellona e Bilbao.

## Rete
La rete è composta da 10 linee con le seguenti caratteristiche:
| Linea  | Percorso                                             | Inaugurazione | Ultima estensione | Lunghezza (km) | Numero di stazioni | Tipologia     | Utenti (2023) |
| ------ | ---------------------------------------------------- | ------------- | ----------------- | -------------- | ------------------ | ------------- | ------------- |
|        | Bétera - Castelló                                    | 1988          |                   | 72,145 km      | 40                 | Metropolitana | 12 373 435    |
|        | Llíria - Torrent Avinguda                            | 1988          |                   | 39,445 km      | 33                 | Metropolitana | 11 723 597    |
|        | Rafelbunyol - Aeroport                               | 1995          |                   | 24,691 km      | 27                 | Metropolitana | 17 270 009    |
|        | Mas del Rosari/Lloma Llarga-Terramelar- Doctor Lluch | 1994          |                   | 16,999 km      | 33                 | Tranvia       | 7 580 547     |
|        | Marítim Serrería - Aeroport                          | 2003          |                   | 13,293 km      | 18                 | Metropolitana | 14 169 446    |
|        | Tossal del Rei - Marítim Serrería                    | 2007          |                   | 10,067 km      | 21                 | Tranvia       | 3 450 509     |
|        | Marítim Serrería - Torrent Avinguda                  | 2015          |                   | 15,497 km      | 16                 | Metropolitana | 10 830 949    |
|        | Neptú - Marítim Serrería                             | 2015          |                   | 1,230 km       | 4                  | Tranvia       | 420 620       |
|        | Alboraya-Peris Aragó - Riba-roja de Túria            | 2015          |                   | 24,859 km      | 23                 | Metropolitana | 10 228 402    |
|        | Alacant – Natzaret                                   | 2022          |                   | 5,3 km         | 8                  | Metrotranvia  | 2 445 002     |
| Totale | Totale                                               | Totale        | Totale            | 161,7 km       | 146                |               | 90 492 516    |

## Storia
L'8 ottobre del 1988. fu inaugurato il tunnel di 6,7 chilometri tra Hospital (ora 'Safranar') e Ademús (ora 'Empalme') della línea 1.
Il 30 aprile del 2003 viene inaugurato il primo tratto della línea 5 tra Alameda e Ayora con una lunghezza di 2,3 chilometri.
Il 6 marzo 2015 entra in funzionamento la linea 9 di Metrovalencia tra le strazioni di Alboraya-Peris Aragó e Riba-roja de Túria.

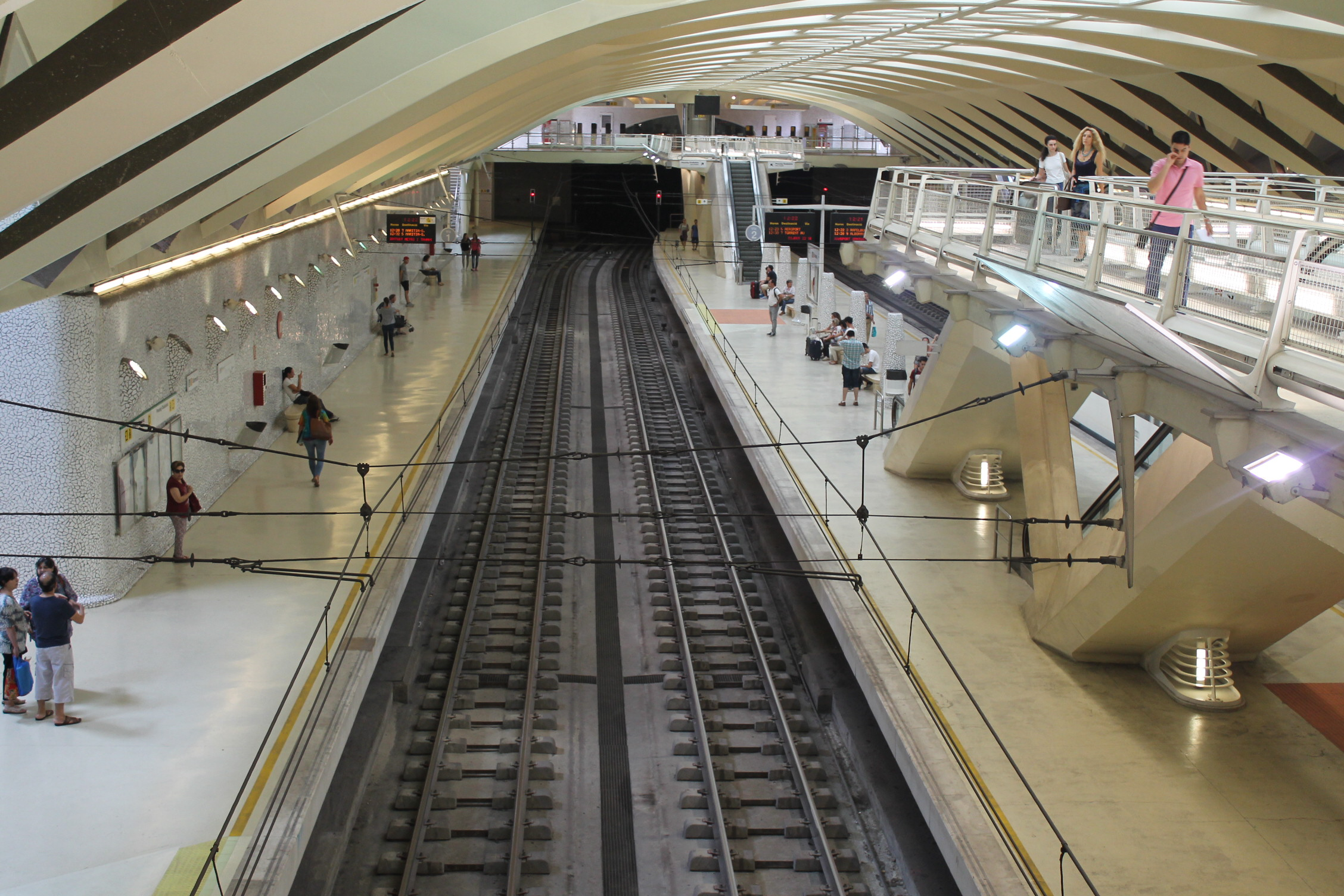
La stazione Alameda, progetto dell'architetto Santiago Calatrava (1991-1995)

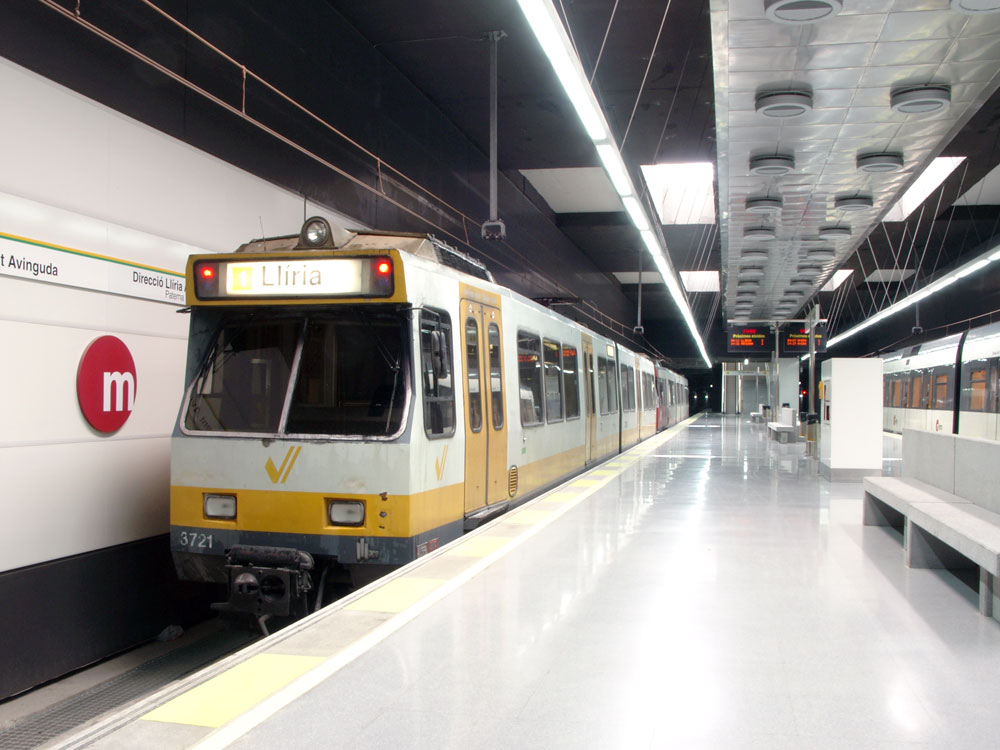
Stazione Torrent Avinguda.

### Incidenti

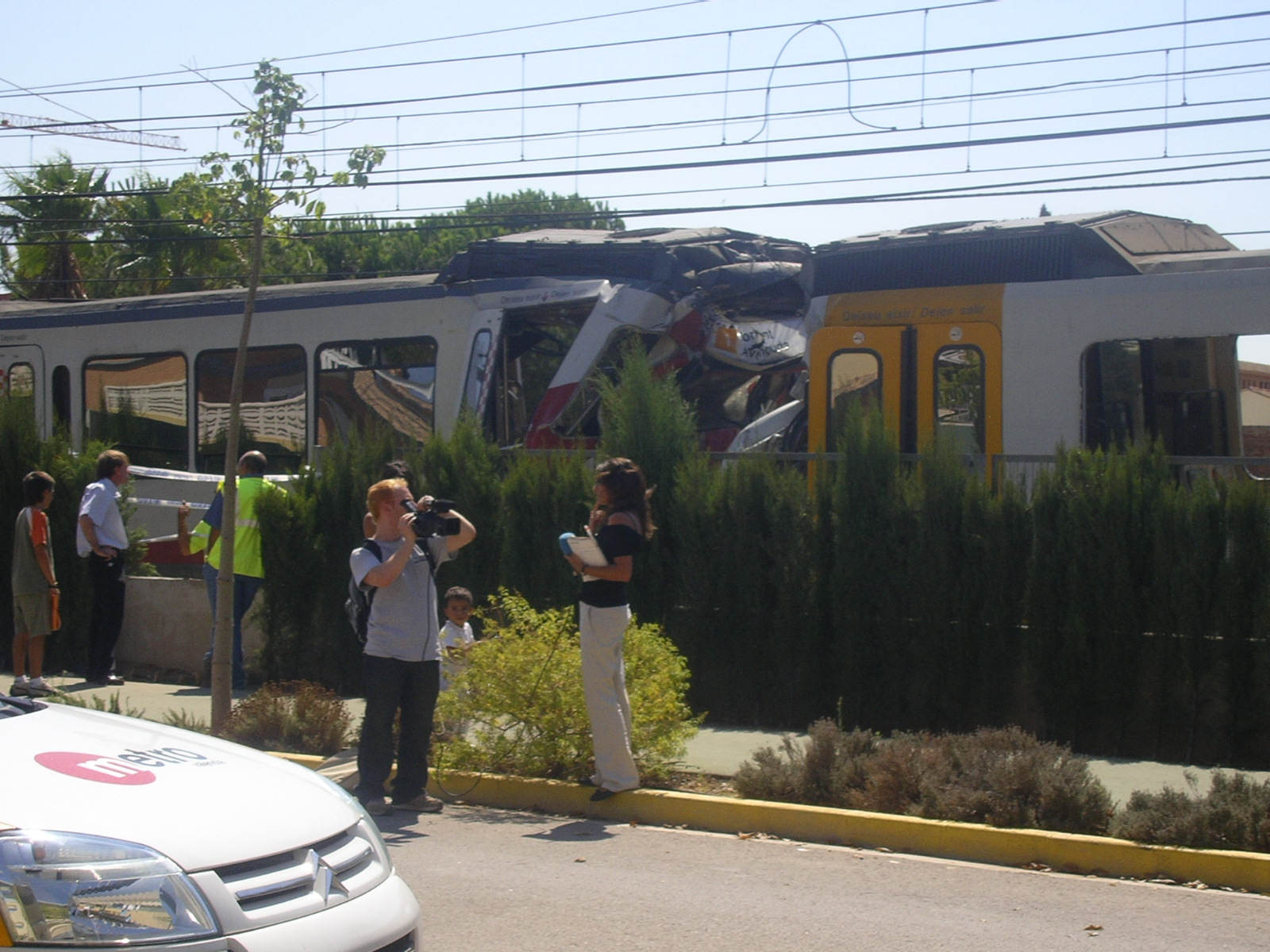
Incidente accaduto il 9 settembre 2005

- Il 9 settembre 2005, due treni si scontrano tra di loro sulla linea 1. Nessuno rimane ucciso ma 35 persone sono ferite di cui 4 sono trasportate in ospedale, tre in condizioni serie.
- Il 3 luglio 2006 un grave incidente causa la morte di 43 persone e il ferimento di 47. Due vetture deragliano tra le stazioni di Jesús e Plaça d'Espanya. È il più grave incidente della rete metropolitana accaduto nella storia della Spagna[7].

## Statistiche

### Passeggeri

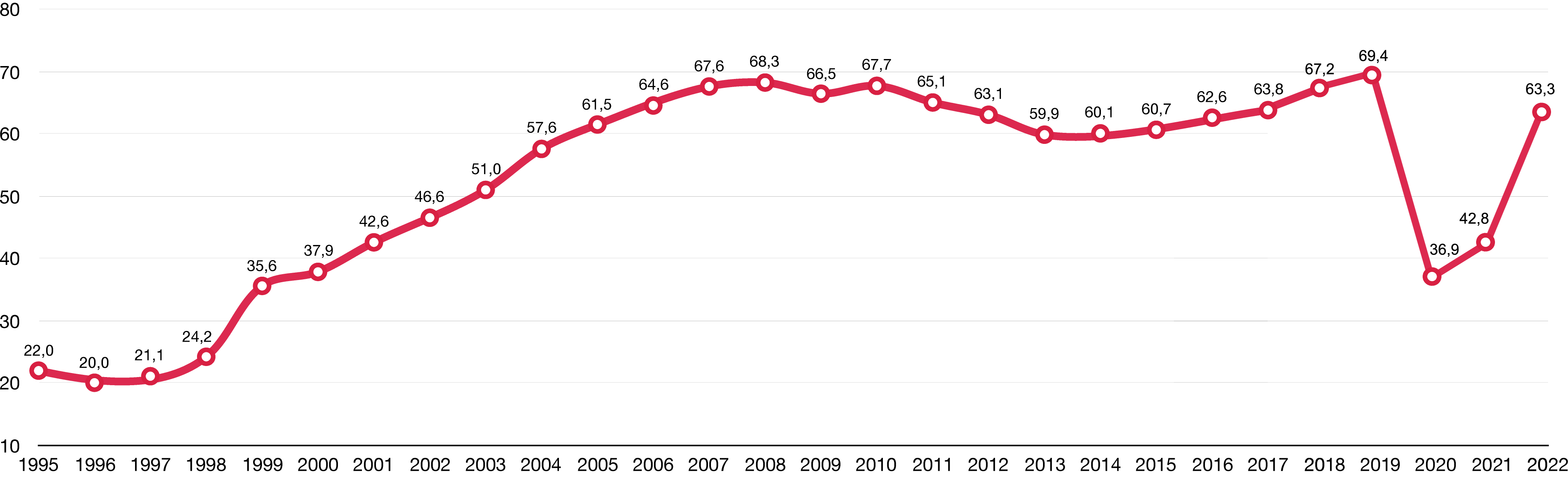
Grafico dei passeggeri (in milioni) per anno.

Nel 2019, il numero di passeggeri trasportati da Metrovalencia è stato di 69.442.539.
Nel 2020 il numero di viaggiatori si è ridotto a 36.984.259 a causa della pandemia di Covid.
Nel 2021 il numero di viaggiatori è stato di 42.819.679, il 15,78% in più rispetto al 2020.
Nel 2022 il numero di viaggiatori è stato di 63.361.626.
Le stazioni con il maggior volume di passeggeri nel 2019 sono state le seguenti:
1. Xàtiva con 5.459.784
2. Colón con 4.520.931
3. Àngel Guimerà con 3.067.957
4. Turia con 2.044.393
5. Plaça d'Espanya con 2.035.060
6. Facultats-Manuel Broseta con 1.951.546
7. Benimaclet con 1.837.812
8. Amistat con 1.817.120
9. Mislata con 1.708.658
10. Avenida del Cid con 1.598.112

## Caratteristiche tecniche

### Materiale rotabile
In servizio:
- UT 3800 (tram): 25 unità. Circolano esclusivamente sulla linea 4, ad eccezione della diramazione per Lloma Llarga-Terramelar. Velocità massima: 65 km/h.
- UT 4200 (tram): 22 unità. Corrono su tutte le linee del tram. Velocità massima: 70 km/h.
- UTE 4300: 62 unità, (42 di quattro carrozze e 20 di cinque). I treni a 5 carrozze non circolano sulle linee 1 e 2. Velocità massima: 80 km/h.
- Billard 2100 (veicoli da lavoro): 3 automotrici (2 motori e 1 rimorchio) 15-01 al 15-03.
- Rolls-Royce Naval 1300 serie ex-locomotiva FEVE.
- Draisine di manutenzione binari e catenaria: 2 unità.
- Tramogge della Sierra Menera Railway: 5 tramogge, in servizio.

Dismessi:
- UT 3600: 10 unità, 2 delle quali rinnovate. Demolita tutta la serie tranne la 3604, essendo conservata all'interno delle vecchie officine di Torrent.
- UTA 3700: 40 unità. UTA 3702 conservato all'interno delle vecchie officine Torrent; donato UTA 3703; la UTA 3722 fu venduta e il resto delle unità demolito.
- UTE 3900: 18 unità, tutte separate dal servizio. Il 29 giugno 2021 è stata annunciata la riabilitazione di 10 unità per rimetterle in servizio.

Materiale storico: Circa 30 veicoli di diverse serie, e in diversi stati di conservazione.
Nel gennaio 2023, FGV ha assegnato a Stadler Rail la fornitura di 16 nuovi tram (serie 4500) per le linee Alicante e Valencia, con un'opzione per l'acquisto di altri 12 tram.